# St. Leonhard am Forst
St. Leonhard am Forst (auch Sankt Leonhard am Forst) ist eine Marktgemeinde mit 3053 Einwohnern (Stand 1. Jänner 2024) im Bezirk Melk in Niederösterreich.

## Geografie
St. Leonhard am Forst liegt im Mostviertel in Niederösterreich. Die Fläche der Marktgemeinde umfasst 43,44 Quadratkilometer. 27,27 Prozent der Fläche sind bewaldet.

### Gemeindegliederung
Das Gemeindegebiet umfasst folgende 50 Ortschaften (in Klammern Einwohnerzahl Stand 1. Jänner 2024):
- Aichbach (20)
- Altenhofen (24)
- Apfaltersbach (21)
- Au (34)
- Brandstatt bei Au (9)
- Brandstatt bei Oed (12)
- Dangelsbach (43)
- Diesendorf (97)
- Eisguggen (11)
- Eselsteiggraben (13)
- Fachelberg (52)
- Gassen (156)
- Geigenberg (20)
- Grillenreith (10)
- Grimmegg (67)
- Großweichselbach (102)
- Grub bei Harbach (16)
- Haindorf (17)
- Harbach (40)
- Haslach (36)
- Hochstraß (27)
- Hohenreith (4)
- Hörgerstall (28)
- Hub an der Mank (11)
- Kerndl (14)
- Kleinweichselbach (13)
- Kühberg (4)
- Lachau (53)
- Lehenleiten (22)
- Lunzen (19)
- Oed bei Haslach (11)
- Pöllendorf (25)
- Pühra (39)
- Reith bei Vornholz (20)
- Reith bei Weichselbach (22)
- Rinn (17)
- Ritzenberg (2)
- Ritzengrub (41)
- Sandeben (30)
- Sankt Leonhard am Forst (1558)
- Schönbuch (27)
- Schweining (42)
- Seimetzbach (38)
- Steghof (28)
- Steinbach (35)
- Straß (11)
- Thal (23)
- Urbach (35)
- Vornholz (26)
- Wegscheid (28)

Die Gemeinde besteht aus den Katastralgemeinden Aichbach, Grimmegg, Ritzengrub und St. Leonhard am Forst.

### Nachbargemeinden
| Zelking-Matzleinsdorf                   | Melk                                        | Schollach |
| Ruprechtshofen                          | Kompassrose, die auf Nachbargemeinden zeigt | Hürm      |
| Oberndorf an der Melk (Bezirk Scheibbs) | Kirnberg an der Mank                        | Mank      |

## Geschichte
Im Altertum war das Gebiet Teil der Provinz Noricum. Im Gemeindegebiet wurden römische Grabsteine, ein Meilenstein, ein römischer Löwenkopf sowie ein Adler aus Stein (vielleicht Teil eines Grabmales) gefunden, die beiden letzteren eingemauert am Bauernhof „(untere) Hub“. Die Namen der im Gemeindegebiet zusammenfließenden Flüsse Mank und Melk dürften slawischen Ursprunges sein. In fränkischer Zeit gehörte das Gebiet sicherlich zum „fiscus“ von Melk, der wahrscheinlich im 9. Jahrhundert teilweise an das Erzbistum Salzburg fiel. Im 12. Jahrhundert gehörte St. Leonhard am Forst zum Herrschaftsgebiet der Grafen von Peilstein, deren Vorfahren hier wohl als Vögte von Salzburg Besitz erwarben. Sie waren stammesgleich mit den Grafen von Burghausen und Schala (modern: Schallaburg). 1160 wurde von den Grafen von Peilstein mit Zustimmung des Bischofs Konrad von Passau die Pfarre St. Leonhard am Forst gestiftet. 
Nach dem Aussterben der Peilsteiner zu Beginn des 13. Jahrhunderts wurden die Herzöge von Österreich Inhaber der Herrschaft Peilstein und des Patronates über die Pfarre St. Leonhard am Forst. Schon im 13. Jahrhundert galt St. Leonhard am Forst als „Markt“ (forum). Die Burg Peilstein stand nordöstlich von St. Leonhard auf einem Hügel oberhalb des Mankflusses (KG Thal), gegenüber dem erst im 19./20. so genannten „Sängerstein“. Die Burg war schon um 15. Jahrhundert Ruine. Herrschaftssitz wurde das im Markt erbaute Marktschloss, das – wie die ganze „Grafschaft Peilstein – St. Leonhard“ – seit dem 15. Jahrhundert verschiedenen Besitzern, durch längere Zeit einem Zweig der österreichischen Linie der Grafen von Auersperg gehörte. Im 19. Jahrhundert erwarb der habsburgische Familienfonds die Herrschaft, die im Zuge der Staatsgüterveräußerungen an Private kam. Das Schloss selbst (samt Schlosspark und Gärtnerei) wurde um 1930 von der Gemeinde St. Leonhard am Forst erworben und dient heute als Amtssitz der Gemeinde sowie kulturellen Zwecken. Neben dieser Grund- und Gerichtsherrschaft „Grafschaft Peilstein – St. Leonhard“ hatten auch andere Herrschaften Besitz im Gemeindegebiet, etwa Schallaburg, die Karthausen Mauerbach und Gaming, die Stifte Lilienfeld und Melk sowie die Inhaber kleiner, ritterlicher Sitze wie Weichselbach, Zwerbach, Zinsenhof usw. Eine Reihe von Gewerben ist im 16. Jahrhundert nachweisbar, sie dienten der Nahversorgung der bäuerlichen Umwohner. 
Für das Gebiet des Marktgerichtes ist aus dem 15. Jahrhundert ein Weistum („Banntaiding“) erhalten, mit verschiedenen Strafbestimmungen. Ausdruck der Marktgerichtsbarkeit innerhalb eines genau abgegrenzten Rechtsbezirkes ist der auf dem Hauptplatz erhaltene Pranger (eine Schandsäule). Die ökonomische Zentralität des Marktortes überschritt selten das Pfarrgebiet, auch die ersten Finanzinstitute (Raiffeisen-Vorschussverein um 1900) blieben in diesem Rahmen. 
Nach dem späten Anschluss an die schmalspurige Lokalbahn Ober-Grafendorf–Gresten (heute aufgelassen) wurde ein Lagerhaus der Landwirtschaftlichen Genossenschaft St. Leonhard am Forst-Wieselburg errichtet. 
Im April März / April 1945, zu Beginn der Schlacht um Wien, wurde Generaloberst Lothar Rendulic zum neuen Oberbefehlshaber Süd ernannt. Er bezog am 7. April sein Hauptquartier in St. Leonhard am Forst.
Die zahlreichen Straßenverbindungen über Ruprechtshofen nach Wieselburg sowie nach Melk, Mank und Loosdorf (bzw. St. Pölten) erhielten erst in den 1960er Jahren eine staubfreie Oberfläche. Seit dem Jahr 1970 verläuft der Nord-Süd-Weitwanderweg durch die Gemeinde.

### Religionen
Von vorchristlichen Kulten zeugen die an der Pfarrkirche eingemauerten römischen Grabsteine. Mit der Eroberung durch die Franken (um 800) bzw. der Wiedereroberung der Gebiete östlich der Enns (Mark Ostarrîchi) durch Otto den Großen nach 955 n. Chr. setzte sich das Christentum in seiner lateinischen Version durch. Die Pfarrgründung wurde urkundlich 1160 bestätigt. Danach entstand eine romanische Pfarrkirche, deren Kern im Langhaus des rezenten gotischen Baues aus dem 14. und 15. Jahrhundert enthalten ist. Vor dem romanischen Vierecksbau wurde ein langer und hoher Ost-Chor (mit heute barocken Hauptaltar, um 1720) vorgebaut, nördlich den Chor begleitend eine hohe und helle Marienkapelle. Kapellenanbauten an das im Spätmittelalter eingewölbte Langhaus vermitteln für diesen Teil den Charakter einer gotischen Staffelkirche. Bemerkenswert das große Westwerk mit eingebauten Kapellen (Loretto-Kapelle mit Grablege eines Grafen Auersperg) und Orgelchor. Die Pfarre war ursprünglich sehr groß, sie reichte über Scheibbs hinaus nach Süden bis in die nördlichen Kalkalpen (Jessnitztal). Schon um 1200 erfolgte eine Teilung, jetzt wurde auch der Nachbarort Ruprechtshofen als Sitz einer Pfarre bezeichnet. Im 14. Jahrhundert wurde die Pfarre St. Leonhard am Forst der neu gegründeten Karthause Mauerbach übergeben und inkorporiert, die Pfarre Ruprechtshofen hingegen der Karthause Gaming. Zahlreiche Pfarrer und Kapläne sind namentlich bekannt, auch die Zeit der barocken Neugestaltung der Ausstattung (2. Jahrzehnt des 18. Jahrhunderts) ist gut belegt. Die Einwohner sind nach wie vor in der ganz überwiegenden Mehrzahl katholische Christen.

## Kultur und Sehenswürdigkeiten

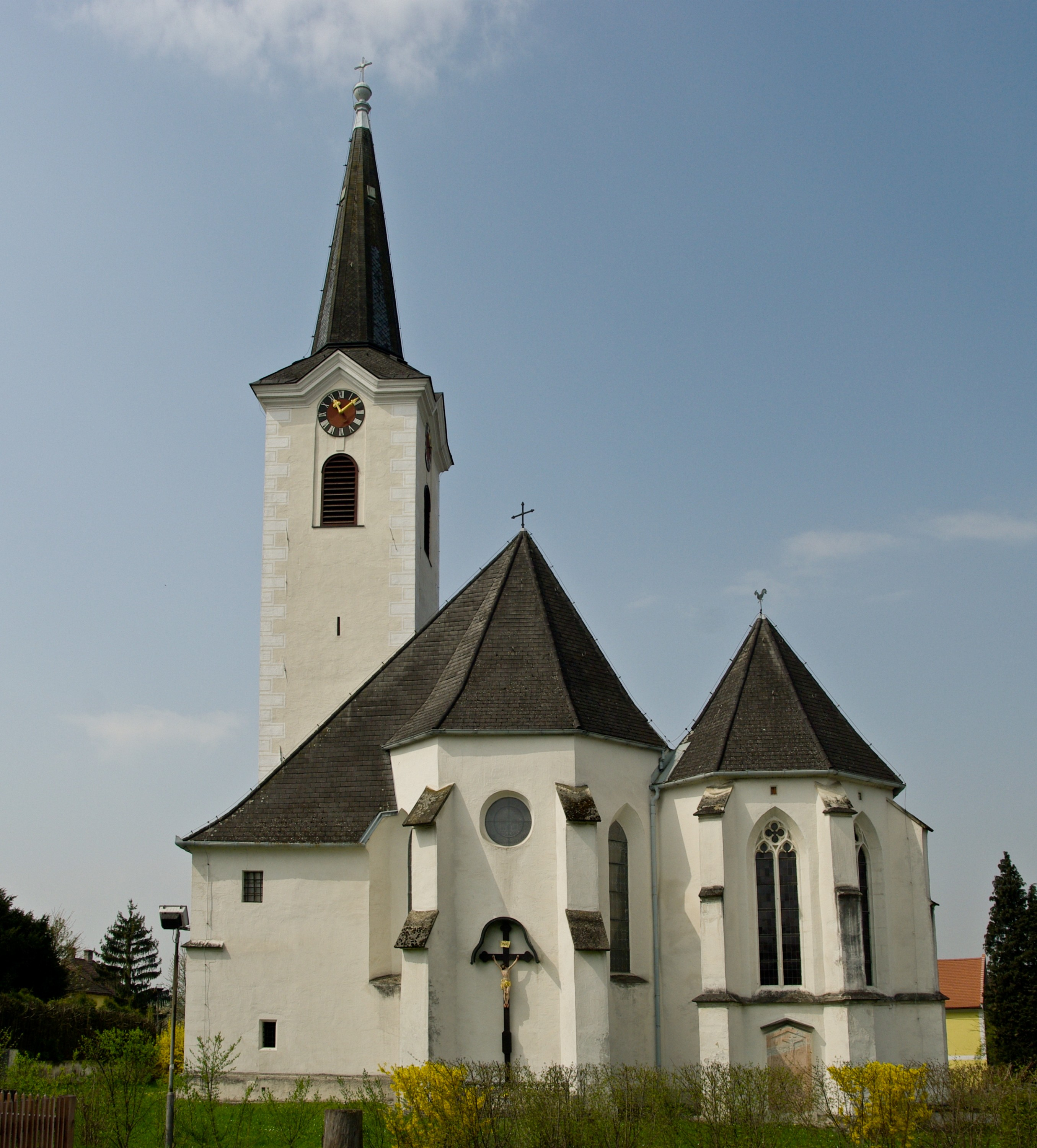
Pfarrkirche St. Leonhard am Forst

### Bauwerke
- Burgruine Peilstein in Thal
- Befestigung Burgstall Vornholz
- Befestigung Burgstall Peillenstein
- Katholische Pfarrkirche St. Leonhard am Forst

### Musik
- Chameleons Vokalensemble

### Vereine
Sankt Leonhard am Forst ist eine Gemeinde mit ausgeprägtem Vereinsleben. Eine hohe Anzahl an Jugend-, Sport- und Freizeitvereinen befinden sich im Portfolio, wobei viele Organisationen gemeindeübergreifend mit der Gemeinde Ruprechtshofen agieren. Diese werden unter dem Namen „Leonhofen“ geführt. (Sankt LEONhard am Forst und RuprechtsHOFEN)
- 1. FC Leonhofen
- Sportschützen Leonhofen
- Landjugend Leonhofen
- Traktorfreunde Leonhofen

## Wirtschaft und Infrastruktur
Nichtlandwirtschaftliche Arbeitsstätten gab es im Jahr 2001 108, land- und forstwirtschaftliche Betriebe nach der Erhebung 1999 193. Die Zahl der Erwerbstätigen am Wohnort betrug nach der Volkszählung 2001 1323. Die Erwerbsquote lag 2001 bei 44,95 Prozent.

### Öffentliche Einrichtungen
In der Gemeinde gibt es einen Kindergarten und eine Neue Mittelschule.

### Raumplanung
Im Jahr 2015 wurden am Hauptplatz, aufgrund einer Pilzinfektion, alle Kastanienbäume entfernt. Dadurch wurden weitere Aktionen bezüglich der Neugestaltung des Hauptplatzes in Diskussion gebracht. Da der Kreuzungsbereich der Melkerstraße mit der Wieselburgerstraße vermehrt Unfälle aufwies, wurde in diesem Zuge auch eine Neugestaltung dieser Kreuzung in Planung gegeben. Hierfür wurden im Jahre 2016 sechs Varianten vorgeschlagen und bei diversen Bürgerinformationen vorgestellt. Der neue Kreuzungsbereich solle Verkehrssicherheit für Fußgänger und einen kontinuierlichen Fluss des Verkehrs bieten sowie den aktuellen Bestimmungen bezüglich Verkehrsplanung entsprechen. Laut Aussagen des Verkehrsplaners erschien ein Kreisverkehr für diesen Kreuzungsbereich als die effizienteste Lösung, welche die meisten positiven Eigenschaften mit sich brachte. Diese Variante sorgte jedoch für Unmut in der Bevölkerung und führte zur Gründung einer Bürgerinitiative (selbst genannt als Hauptplatzkomitee St.Leonhard/F.). Aus Furcht, dass der Alleecharakter durch den Kreisverkehr verloren gehe, wurden auch Bürgerversammlungen abgehalten.
In der Sitzung des Gemeinderates vom 5. Dezember 2016 wurde die Variante des Kreisverkehrs mit allen Stimmen der ÖVP und einer Stimme der SPÖ beschlossen. In dieser Sitzung waren bereits bei der Abstimmung die Gemeinderäte der FPÖ Fraktion nicht mehr anwesend.

## Politik

### Gemeinderat

#### Sitzverteilung nach den Wahlen
- Gemeinderatswahlen in Niederösterreich 1990: ÖVP 19, SPÖ 4.
- Gemeinderatswahlen in Niederösterreich 1995: ÖVP 17, SPÖ 4, FPÖ 2.[9]
- Gemeinderatswahlen in Niederösterreich 2000: ÖVP 16, SPÖ 4, FPÖ 3.[10]
- Gemeinderatswahlen in Niederösterreich 2005: ÖVP 14, SPÖ 4, BLS 4, FPÖ 1.[11]
- Gemeinderatswahlen in Niederösterreich 2010: ÖVP 15, FPÖ 3, SPÖ 3, BLS 2.[12]
- Gemeinderatswahlen in Niederösterreich 2015: ÖVP 14, FPÖ 4, SPÖ 2, BLS 1.[13]
- Gemeinderatswahlen in Niederösterreich 2020: ÖVP 12, VL 6, FPÖ 2, SPÖ+UA 1.[14]
- Gemeinderatswahlen in Niederösterreich 2025: RESEL 13 (Bürgermeister Resel und Team), VL (Vision Leonhard) 8, FPÖ 2.[15]

### Bürgermeister
- seit 2003[16] Hans-Jürgen Resel (ÖVP)

## Persönlichkeiten

### Ehrenbürger
- Matthäus Bauchinger (1851–1934), Pfarrer und Politiker[17]

### Söhne und Töchter der Gemeinde
- Alexander Popp (1891 – Linz 1947), Architekt
- Alois Eder (Aichbach 1919 – Wien 2006), Pädagoge
- Ernst Bruckmüller (* 1945), Historiker
- Franz Haas (* 1955), Literaturwissenschaftler
- Johann Kastenberger auch bekannt als Pumpgun Ronnie (1958–1988), Bankräuber und Mörder

### Mit der Gemeinde verbundene Persönlichkeiten
- Richard Punz (* 1990), Politiker und Abgeordneter zum Landtag von Niederösterreich